# リュウキュウアサリ
リュウキュウアサリ（琉球浅蜊, 学名:Tapes literatus）はマルスダレガイ目マルスダレガイ科の二枚貝である。 学名はリンネによって1758年に命名された。

## 名称
- シノニム[2]
  - Venus adspersa J.B.P.A. Lamarck, 1818
  - Tapes aspersa G.B. II Sowerby, 1852
  - Venus compunctata J.H.F. Link, 1807
  - Venus deshayesii sulphurea R.A. Philippi, 1848
  - Tapes distinguenda E. Fischer-Piette & É. Lamy, 1939
  - Venus litterata maculosa K. Schreibers, 1793
  - Venus litterata nebulosa J.F. Gmelin, 1791
  - Venus litterata punctata J.F. Gmelin, 1791
  - Tapes litteratus C. Linnaeus, 1758
  - Paphia nocturna P.F. Röding, 1798
  - Venus punctifera J.B.P.A. Lamarck, 1818
  - Venus radiata J.F. Gmelin, 1791
- 中: 淺蜊(台湾), 綴錦蛤(中国大陸), 大殼仔, 蝴蝶瓜子蛤(俗名)[3]
- 英: Lettered Venus[3]
- 越: ngao giá[4]
- モルボッグ語:kaykay, kukay-kukay。Kaykay は「手で掻く」動作を意味し、この貝を採捕する際に手で砂を掻くことに由来する（フィリピンパラワン州）[5]

## 形態
殻長10センチ、殻高6.7センチ。殻の後背の隅は角張り、全体の形は四辺形に近い。
殻質は薄く、膨らみは弱い。表面には細い輪脈が多数ある（後方でやや強くなる）。途切れがちな放射帯が4本あるほか、黒褐色の点状班がある。
外套線湾入は丸く、深さは殻長の2/5程度。不連続な副套線がある。歯板下には小筋肉痕群がある。

## 分布
日本国内では奄美諸島以南。沖縄県では瀬長島（豊見城市）、糸満市真栄里、国頭郡大宜味村塩屋、羽地内海などにかつては普通に産したが、1992年の論文によると「現在は著しく減少」している。国外ではシンガポール、マレーシア、インドネシア、大陸中国、台湾等の海域に棲息し、潮間帯から潮下帯の水深20メートルの浅海の砂地あるいは珊瑚礁の平坦部分の砂地に見られる。

## 利用
食用。可食部が多いうえ味もよく、また砂吐きもよいため沖縄県のマルスダレガイ科貝類の中でも最高峰であると沖縄県水産試験場事業報告書にある。酒蒸し、汁物、塩焼きなどで食す。
大きくなりやすく肉質が良いのでベトナムでは経済価値が高いとされ、クアンニン省ヴァンドン県やコートー県では2012年以降畜養が試みられている。畜養期間は12から13か月で、平均70から80グラムで出荷するが、大きいものだと100g程度に成長する。2020年の報道によるとキロ当たり7万から10万VNDで取引される。
フィリピンにおける開発による干潟環境の減少を危惧した近畿大学の研究者は、ビサヤ地域の市場において貝類の流通状況について調査し、2016年の論文で報告した。そのなかで、セブ市およびドゥマゲテ市では本種の養殖ものも出回っており、普通に市場で見られると報告した。